# Argiope kochi
Argiope kochi är en spindelart som beskrevs av Claude Lévi 1983. Argiope kochi ingår i släktet Argiope och familjen hjulspindlar.
Artens utbredningsområde är Queensland. Inga underarter finns listade i Catalogue of Life.